# Daniele Vargas
Daniele Vargas, pseudonimo di Daniele Pitani (Bologna, 20 aprile 1922 – Roma, 26 aprile 1981), è stato un attore italiano.

## Biografia
Dopo aver frequentato il liceo classico assieme a Pier Paolo Pasolini, si iscrive alla facoltà di medicina e chirurgia dell'Università di Bologna. Una volta laureato, esercita la professione di medico, sia in Italia che in America Latina, abbandonandola successivamente per seguire le sue passioni: la recitazione e il cinema.
Parte per Roma e inizia a lavorare in piccole parti di film in costume alla fine degli anni cinquanta, riuscendo in poco tempo a diventare uno dei caratteristi più ricercati, specialmente per ruoli di cattivo e, in virtù della corporatura massiccia abbinata a una presenza autorevole, per personaggi di alto rango sociale.
È noto al pubblico per aver interpretato il direttore nell'episodio Sabato del film Sabato, domenica e venerdì nel 1979 e il giudice in Spaghetti a mezzanotte nel 1981, una delle sue ultime apparizioni. Ebbe l'occasione di duettare con dei "mostri sacri" della comicità italiana: Alberto Sordi in Una vita difficile, Totò in Totò, Peppino e... la dolce vita, Paolo Villaggio in Dove vai in vacanza?. Fece anche saltuariamente doppiaggio, per lo più in contesti dialettali: per esempio Pietro Tordi in Decameroticus.
Morì improvvisamente il 26 aprile 1981 nella sua casa di Roma, all'età di 59 anni.

## Filmografia

### Cinema

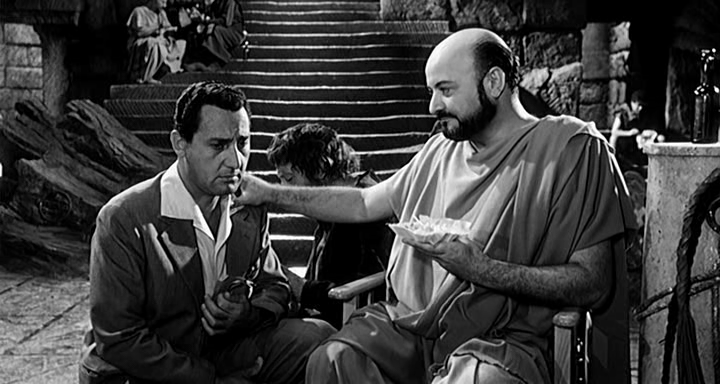
Vargas (a destra) con Alberto Sordi in Una vita difficile (1963)

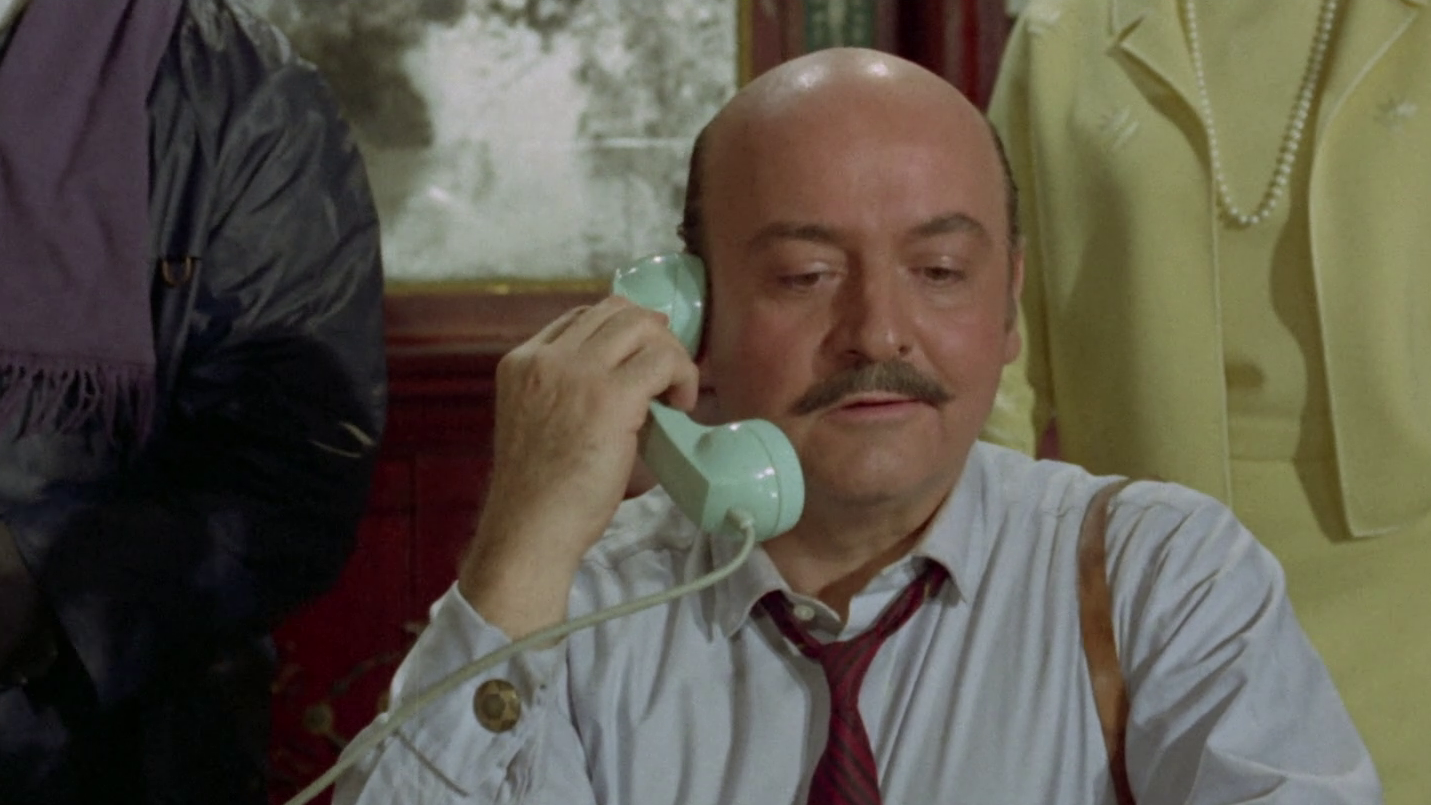
Daniele Vargas nel film Il lungo, il corto, il gatto (1967)

- Ercole e la regina di Lidia, regia di Pietro Francisci (1958)
- Le cameriere, regia di Carlo Ludovico Bragaglia (1958)
- Non perdiamo la testa, regia di Mario Mattoli (1959)
- La scimitarra del Saraceno, regia di Piero Pierotti (1959)
- La battaglia di Maratona, regia di Bruno Vailati (1959)
- Caltiki il mostro immortale, regia di Riccardo Freda (1959)
- Totò, Peppino e... la dolce vita, regia di Sergio Corbucci (1960)
- La furia dei barbari, regia di Guido Malatesta (1960)
- La strada dei giganti, regia di Guido Malatesta (1960)
- Le signore, regia di Turi Vasile (1960)
- Una vita difficile, regia di Dino Risi (1961)
- Il ladro di Bagdad, regia di Bruno Vailati (1961)
- Sodoma e Gomorra, regia di Robert Aldrich (1961)
- La marcia su Roma, regia di Dino Risi (1962)
- Il successo, regia di Mauro Morassi (1963)
- La calda vita, regia di Florestano Vancini (1963)
- I mostri, regia di Dino Risi (1963)
- Sansone contro i pirati, regia di Tanio Boccia (1963)
- L'invincibile cavaliere mascherato, regia di Umberto Lenzi (1963)
- Finché dura la tempesta, regia di Bruno Vailati (1963)
- Panic Button... Operazione fisco! (Panic Button), regia di George Sherman e Giuliano Carnimeo (1964)
- La vendetta di Spartacus, regia di Michele Lupo (1964)
- Su e giù, regia di Mino Guerrini (1964)
- I predoni della steppa, regia di Tanio Boccia (1964)
- Golia alla conquista di Bagdad, regia di Domenico Paolella (1964)
- Ercole contro Roma, regia di Piero Pierotti (1964)
- Jeff Gordon spaccatutto, regia di Raoul André (1964)
- La montagna di luce, regia di Umberto Lenzi (1965)
- Le stagioni del nostro amore, regia di Florestano Vancini (1965)
- Se non avessi più te, regia di Ettore Maria Fizzarotti (1965)
- Degueyo, regia di Giuseppe Vari (1965)
- Caccia alla volpe, regia di Vittorio De Sica (1965)
- Kiss Kiss... Bang Bang, regia di Duccio Tessari (1965)
- Tre notti violente, regia di Nick Nostro (1966)
- Le spie amano i fiori, regia di Umberto Lenzi (1966)
- Le piacevoli notti, regia di Armando Crispino e Luciano Lucignani (1966)
- Per amore... per magia..., regia di Duccio Tessari (1966)
- Il figlio di Django, regia di Osvaldo Civirani (1966)
- Wanted, regia di Giorgio Ferroni (1967)
- Colpo doppio del camaleonte d'oro, regia di Giorgio Stegani (1967)
- La vendetta è il mio perdono, regia di Roberto Mauri (1967)
- Un uomo, un cavallo, una pistola, regia di Luigi Vanzi (1967)
- L'ultimo killer, regia di Giuseppe Vari (1967)
- Un dollaro per 7 vigliacchi, regia di Giorgio Gentili (1967)
- Con la morte alle spalle, regia di Alfonso Balcázar (1967)
- Come rubare un quintale di diamanti in Russia, regia di Guido Malatesta (1967)
- Assalto al tesoro di stato, regia di Piero Pierotti (1967)
- Il lungo, il corto, il gatto, regia di Lucio Fulci (1967)
- Tre passi nel delirio, regia di Louis Malle (1967)
- Cimitero senza croci, regia di Robert Hossein (1968)
- Eros e Thanatos, regia di Marino Girolami (1969)
- Quel maledetto ponte sull'Elba, regia di León Klimovsky (1969)
- Zorro marchese di Navarra, regia di Franco Montemurro (1969)
- Zorro alla corte d'Inghilterra, regia di Franco Montemurro (1969)
- Le calde notti di Poppea, regia di Guido Malatesta (1969)
- Il presidente del Borgorosso Football Club, regia di Luigi Filippo D'Amico (1970)
- Riuscirà il nostro eroe a ritrovare il più grande diamante del mondo?, regia di Guido Malatesta (1971)
- Mazzabubù... Quante corna stanno quaggiù?, regia di Mariano Laurenti (1971)
- Il diavolo a sette facce, regia di Osvaldo Civirani (1971)
- Il viaggio, regia di Vittorio De Sica (1971)
- I quattro pistoleri di Santa Trinità, regia di Giorgio Cristallini (1971)
- Zambo, il dominatore della foresta, regia di Bitto Albertini (1972)
- Il generale dorme in piedi, regia di Francesco Massaro (1972)
- La rivolta delle gladiatrici, regia di Joe D'Amato (1972)
- Il terrore con gli occhi storti, regia di Steno (1972)
- Campa carogna... la taglia cresce, regia di Giuseppe Rosati (1973)
- Baciamo le mani, regia di Vittorio Schiraldi (1973)
- Giordano Bruno, regia di Giuliano Montaldo (1973)
- L'arbitro, regia di Luigi Filippo D'Amico (1974)
- La nipote, regia di Nello Rossati (1974)
- Il piatto piange, regia di Paolo Nuzzi (1974)
- Il testimone deve tacere, regia di Giuseppe Rosati (1974)
- Gatti rossi in un labirinto di vetro, regia di Umberto Lenzi (1974)
- L'infermiera, regia di Nello Rossati (1975)
- L'ingenua, regia di Gianfranco Baldanello (1975)
- Quella provincia maliziosa, regia di Gianfranco Baldanello (1975)
- Oh, Serafina!, regia di Alberto Lattuada (1976)
- Spogliamoci così, senza pudor..., regia di Sergio Martino (1976)
- Tre tigri contro tre tigri, regia di Steno e Sergio Corbucci (1977)
- Dove vai in vacanza?, regia di Luciano Salce (1978)
- Il signor Ministro li pretese tutti e subito, regia di Sergio Grieco (1978)
- Avere vent'anni, regia di Fernando Di Leo (1978)
- Atsalut pader, regia di Paolo Cavara (1978)
- Io zombo, tu zombi, lei zomba, regia di Nello Rossati (1979)
- Una donna di notte, regia di Nello Rossati (1979)
- Malizia erotica, regia di José Ramón Larraz (1979)
- Il lupo e l'agnello, regia di Francesco Massaro (1979)
- Il ladrone, regia di Pasquale Festa Campanile (1979)
- Sabato, domenica e venerdì, regia di Sergio Martino (1979)
- Fico d'india, regia di Steno (1980)
- Spaghetti a mezzanotte, regia di Sergio Martino (1981)
- La maestra di sci, regia di Alessandro Lucidi (1981)

### Televisione
- Delitto di regime - Il caso Don Minzoni, regia di Leandro Castellani – miniserie TV (1973)

#### Pubblicità
- Prese parte anche alla rubrica pubblicitaria televisiva di Rai Uno  Carosello nel periodo 1969-1975 per la Crema Belpaese, lo yogurt Certosino e Galbi-dessert, della Galbani, con Johnny Dorelli, Jack La Cayenne, Leo Gavero e Dalila Di Lazzaro.[3]

## Doppiatori
- Renato Turi in La montagna di luce, Il figlio di Django, Colpo doppio del camaleonte d'oro, Assalto al tesoro di stato, Zorro marchese di Navarra, Zorro alla corte d'Inghilterra
- Carlo Romano in La vendetta di Spartacus, Golia alla conquista di Bagdad, Le spie amano i fiori
- Arturo Dominici in La furia dei barbari, Campa carogna... la taglia cresce, Gatti rossi in un labirinto di vetro
- Giorgio Capecchi in La battaglia di Maratona, Sansone contro i pirati, L'invincibile cavaliere mascherato
- Sergio Graziani in La nipote, L'ingenua, Quella provincia maliziosa
- Renato Mori in Tre tigri contro tre tigri, Avere vent'anni, Spaghetti a mezzanotte
- Bruno Persa in Ercole e la regina di Lidia, Tre passi nel delirio
- Michele Malaspina in Un uomo un cavallo una pistola, La vendetta è il mio perdono
- Roberto Villa in Cimitero senza croci, Zambo il dominatore della foresta
- Gianni Marzocchi in Il diavolo a sette facce, Il testimone deve tacere
- Rolf Tasna in Caltiki, il mostro immortale
- Nino Pavese in Una vita difficile
- Pino Locchi in Sodoma e Gomorra
- Emilio Cigoli in Ercole contro Roma
- Giuseppe Rinaldi ne L'infermiera
- Richard McNamara in Il lungo, il corto, il gatto
- Silvano Tranquilli in Degueyo
- Antonio Guidi in Sabato, domenica e venerdì
- Sergio Rossi in La scimitarra del saraceno
- Sergio Tedesco in La calda vita
- Ferruccio Amendola in Tre notti violente
- Renato Izzo in I mostri
- Leonardo Severini in La rivolta delle gladiatrici
- Mario Bardella in Le stagioni del nostro amore
- Sergio Fiorentini in Baciamo le mani
- Roberto Bertea in Un dollaro per 7 vigliacchi